# Laura Adams Armer
Laura Adams Armer, née le 12 janvier 1874 et morte le 16 mars 1963, est une artiste, romancière et photographe américaine. En 1932, son roman Waterless Mountain remporte le prix littéraire de la médaille Newbery. Elle est également l'une des premières photographes de la baie de San Francisco avec Imogen Cunningham et Dorothea Lange.

## Biographie

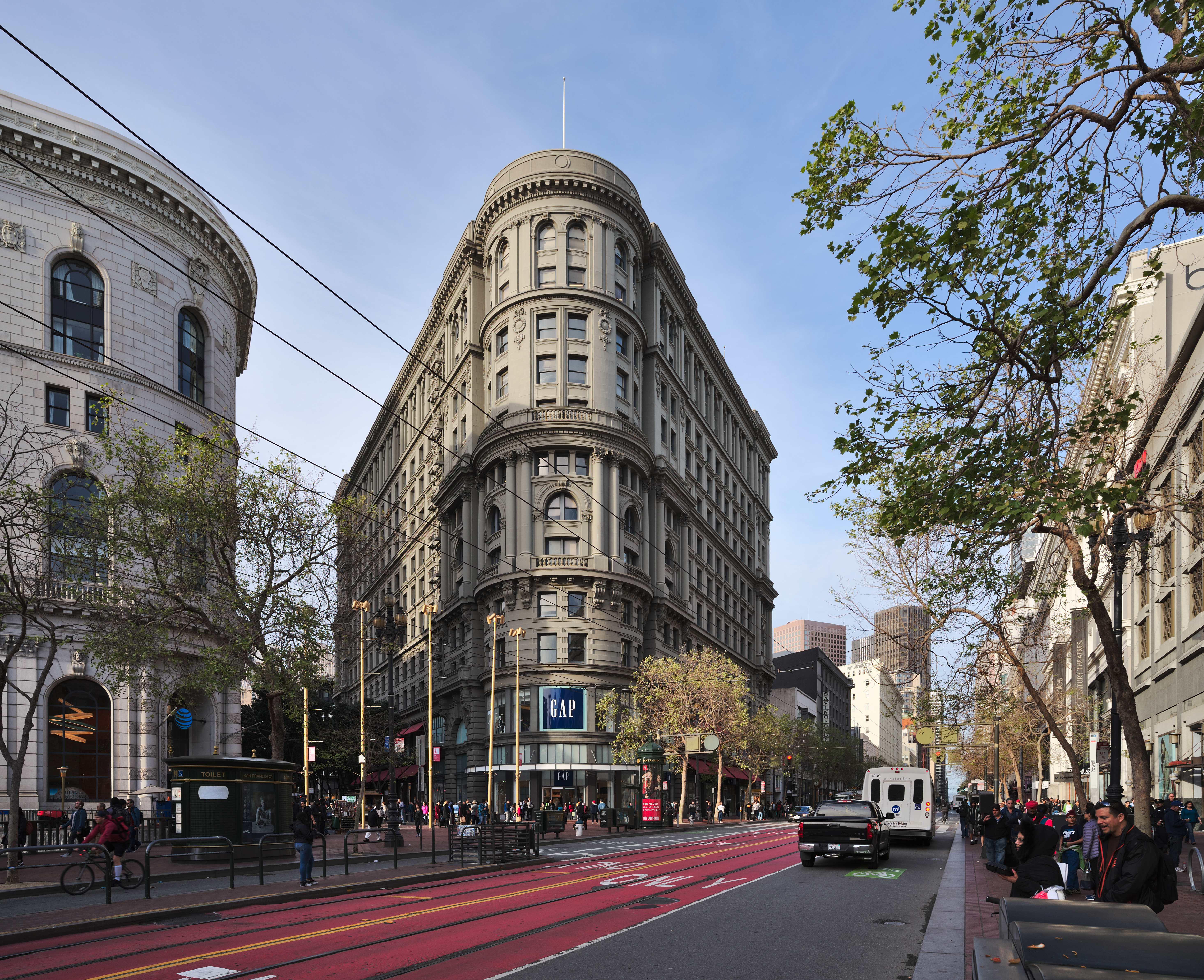
Le Flood Building en 2017, lieu où elle installe son premier studio photographique.

Laura May Adams est née à Sacramento, en Californie, et a déménagé avec sa famille à San Francisco avant 1880. Son père était menuisier et sa mère couturière. En 1893, Adams commence ses études d'art à la California School of Design du Mark Hopkins Institute et le quitte en 1899 pour ouvrir son propre studio photographique dans le Flood Building. Elle connait un succès rapide en tant que photographe portraitiste, publie ses théories sur les études de composition pour appareil photo et expose avec beaucoup de succès dans divers lieux : San Francisco Sketch Club (1900), California State Fair (1901 - 1902), New York Camera Club (1901), Salons photographiques de San Francisco (1901 - deuxième prix ; 1902 - 1903), Fraternité Starr King à Oakland (1902) et San Francisco Art Association (1903). En février 1902, elle vend son studio à la photographe de Berkeley, Adelaide Hanscom (en), et voyage dans le Sud-Ouest américain avec son fiancé Sidney Armer,.
Le couple se marie en juillet et en 1903, il déménage à Berkeley pour la naissance de leur fils, Austin. Le rythme de ses expositions s’accélère avec une exposition à l'Oakland Art Fund d'ex-libris et d'impressions, qu'Anne Brigman appelait « exquise », et des contributions aux salons photographiques américains à New York et à Washington DC,. Elle revient d'un voyage à Tahiti en octobre 1905 et peu de temps après, sa très jeune fille décède. Elle sort d'une courte retraite à la fin de 1906 et devient un membre actif de la colonie d'art de Berkeley. Elle expose également sur la péninsule de Monterey et passe ses vacances au Carmel avec Anne Brigman. Laura Armer remporte une médaille d'argent à l'Exposition Alaska-Yukon-Pacifique de Seattle en 1909 et commence à expérimenter la photographie couleur dans son studio populaire de Berkeley,.
Le tournant de sa carrière est survenu en 1919-1920 lorsqu'elle commence à documenter systématiquement les Hopis et Navajos du Sud-Ouest américain, ce qui aboutit à de nombreuses publications sur leurs sociétés, l'art (en particulier les peintures sur sable) et le folklore, ainsi que des centaines de photographies et le film The Mountain Chant (1928).
En 1931, elle écrit et illustre son premier roman à l'âge de 57 ans : Waterless Mountain destiné à un jeune public. Celui-ci présente les coutumes des Navajos au travers de l'initiation d'un jeune garçon. L'année suivante, elle reçoit, à sa grande surprise, la médaille Newbery, prix dont elle ne connaissait pas l'existence,.
En 1939, elle est nommée pour la médaille Caldecott pour ses illustrations de son sixième roman The Forest Pool et reçoit un Caldecott Honor.
Laura Armer passe ses dernières années à étudier les peintures sur sable et c'est en 1962, un an après la mort de son mari, qu'elle publie ses mémoires : In Navajo Land. Elle finit sa vie dans une maison de retraite à Vacaville. C'est là qu'elle mourra d'un AVC le 16 mars 1963, à l'âge de 89 ans.

## Œuvres
Les photographies d'Armer du quartier chinois de San Francisco (vers 1900) se trouvent dans la collection de la Société Historique de Californie (California Historical Society) de San Francisco. Ses photos du sud-ouest américain se trouvent au Phoebe A. Hearst Museum of Anthropology de Berkeley et au Wheelwright Museum of the American Indian de Santa Fe, Nouveau-Mexique.

## Publications
- (en) Waterless Mountain, Longmans, 1931, fiction historiqueMédaille Newbery, 1932.
- (en) Dark Circle of Branches, Longmans, 1933
- (en) Southwest, Longmans, 1935
- (en) The trader's children, Longmans, 1937
- (en) Farthest West ... Illustrated by Sidney Armer, Longmans, 1938
- (en) The Forest Pool, Longmans, 1938Caldecott Honor, 1939.
- (en) In Navajo Land, D. McKay Company, 1962